# Minh Hiến Tông
Minh Hiến Tông (chữ Hán: 明憲宗, 9 tháng 12, 1446 – 19 tháng 9, 1487), là vị Hoàng đế thứ 9 của nhà Minh trong lịch sử Trung Quốc. Ông cai trị từ năm 1464 đến năm 1487, tổng cộng 23 năm với niên hiệu là Thành Hoá (成化), nên còn gọi là Thành Hoá Đế (成化帝).
Thời đại của ông được gọi là Thành Hóa tân phong (成化新风), một thời kì thịnh trị phát triển kinh tế, văn hóa, chế độ pháp luật khoan thứ, giảm miễn tô thuế. Những thành tựu này khiến thời đại của ông được so sánh ngang với Nhân Tuyên chi trị (仁宣之治) của đời ông cụ mình. Tuy nhiên, về cuối đời, ông lại sống phóng túng xa hoa, không còn chăm lo việc nước, khiến triều chính hỗn loạn.

## Thời trẻ

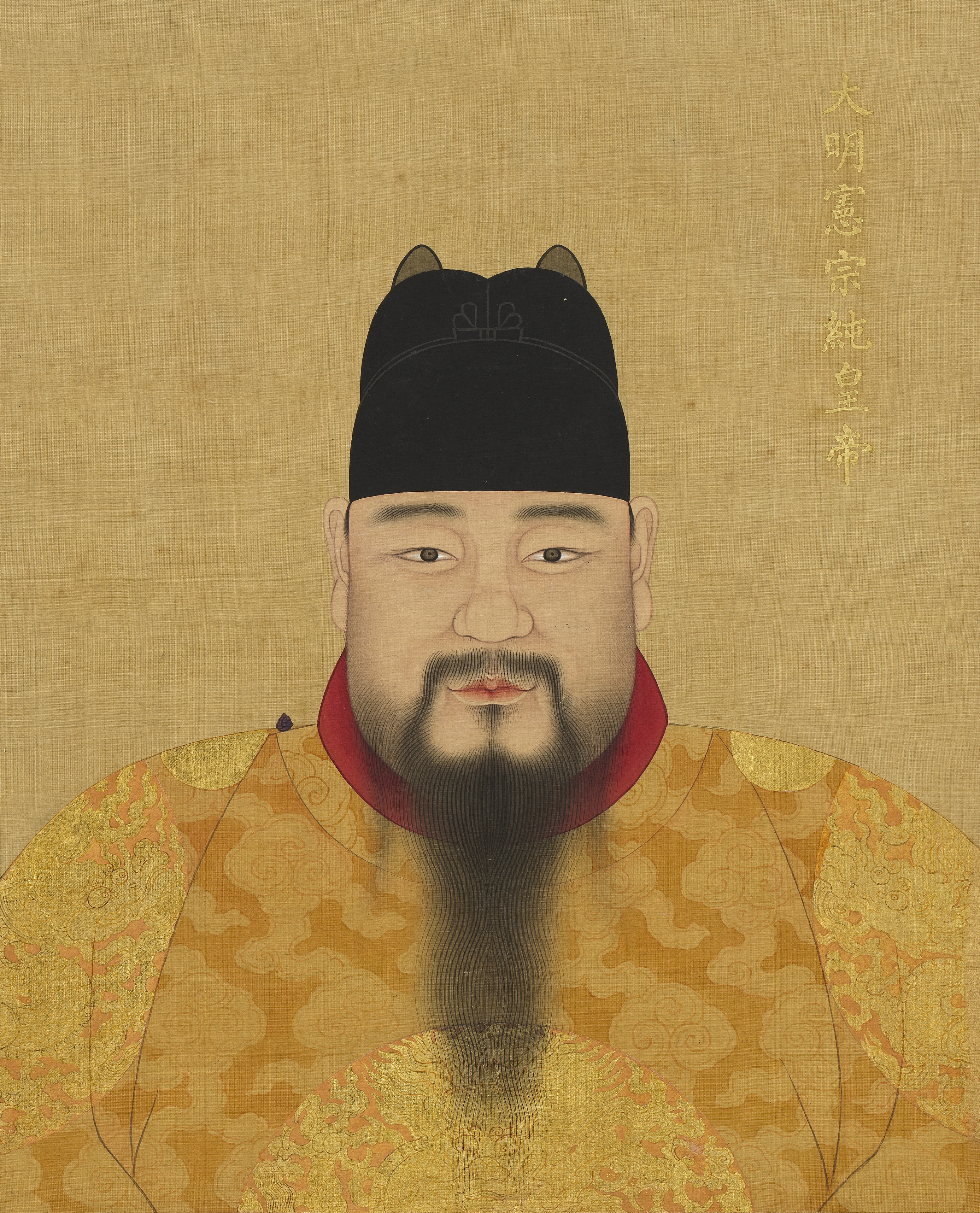
Minh Hiến Tông Thành Hóa hoàng đế Chu Kiến Thâm

Hiến Tông hoàng đế ban đầu có tên là Chu Kiến Tuấn (朱見濬), ông chào đời vào ngày 9 tháng 12, năm 1446 tại Tử Cấm Thành. Ông là con trai trưởng của Minh Anh Tông Chu Kỳ Trấn, mẹ là Hiếu Túc hoàng hậu Chu thị, người Xương Bình, lúc đó đang là Quý phi.
Năm 1449, sau Sự biến Thổ Mộc bảo, Minh Anh Tông bị tộc Ngõa Lạt Mông Cổ bắt, triều đình nhà Minh đã xin ý chỉ của Tôn thái hậu đưa em trai Anh Tông là Thành vương Chu Kỳ Ngọc lên ngôi, tức là Minh Đại Tông. Đồng thời tôn Minh Anh Tông làm Thái thượng hoàng và sách lập Chu Kiến Tuấn lên làm Hoàng thái tử. Sau đó, Anh Tông được người Ngoã Lạt thả về rồi bị Đại Tông giam giữ ở Nam Cung. Một thời gian sau Minh Đại Tông lại phế ngôi Thái tử của Chu Kiến Tuấn, giáng thành Nghi vương (沂王), rồi lập con mình là Chu Kiến Tế (朱见济) lên thay. Phế Thái tử Chu Kiến Tuấn khi ấy phải nhẫn nhịn sống dưới sự cai trị của chú mình. 
Năm 1457, bọn Thạch Hanh, Tào Cát Tường phát động Đoạt Môn chi biến (夺门之变), đưa Minh Anh Tông phục tịch, giáng Đại Tông về làm Thành vương. Chu Kiến Tuấn được khôi phục lại ngôi Đông cung Thái tử, rồi đổi tên thành Chu Kiến Thâm (朱见深).

## Trị vì

### Thành Hóa tân phong

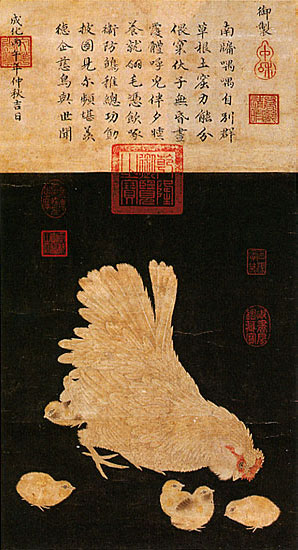
Một bức tranh dưới thời nhà Tống vẽ gà mẹ cùng bầy gà con. Phía trên là bút tích do chính Hiến Tông ngự phê, thể hiện sự yêu thích của ông đối với bức tranh này

Năm 1464, ngày 23 tháng 2, Anh Tông hoàng đế băng hà, Thái tử Chu Kiến Thâm kế vị vào lúc vừa 17 tuổi. Tân đế cải niên hiệu Thành Hóa (成化), bắt đầu thời kỳ hưng thịnh được gọi là Thành Hóa tân phong (成化新风).
Sau khi lên ngôi, Thành Hóa tỏ ra là một thanh niên hăng hái trong việc trị quốc. Đầu tiên, ông liền khôi phục lại Đế hiệu của người chú là Minh Đại Tông, tiến hành ân xá toàn quốc. Để ổn định xã hội, ông tiếp tục trọng dụng những lão thần được cha tín nhiệm, coi đại thần Lý Hiền là người phò tá đắc lực. Cùng với việc tiếp tục trọng dụng những người trung thực thì ông đã cách chức hơn 4000 người mạo danh có công trong việc "đoạt lại ngôi vị" để kiếm lợi. Ông đã dùng chính sách giảm thuế, củng cố lại triều đình. Đương thời xem ông như một minh quân xuất chúng, thời kỳ trị vì xứng với Nhân Tuyên chi trị dưới thời Minh Nhân Tông Hồng Hi Đế và Minh Tuyên Tông Tuyên Đức Đế. Bấy giờ, các chư hầu như Lưu Cầu, Hà Mật (哈密), Xiêm La, Thỗ Lỗ phiên (吐魯番),...các nước đều dâng phương vật, xưng thần tuế cống.

### Thành Hóa suy trị
Tuy nhiên, sự hưng thịnh này đã không kéo dài được lâu. Thành Hóa vốn không phải là người có tố chất chịu đựng vất vả, lại không thể tính toán kỹ lưỡng làm thế nào để duy trì sự thịnh trị một cách lâu dài. Do vậy ông đã nhanh chóng mất hết nhuệ khí cai quản triều chính, thể hiện rõ nhất ở việc để hậu cung chuyên quyền.
Trong hậu cung, Thành Hóa rất sủng ái Vạn Quý phi mặc dù bà ta lớn hơn ông cả chục tuổi, rồi lại trọng dụng thân tín của bà ta là thái giám Uông Trực (汪直). Uông Trực ra sức hoành hành, bên cạnh việc quản lí Đông xưởng, hắn tự lập ra một xưởng mới gọi là Tây xưởng (西廠). Cơ quan Tây xưởng này là một cơ quan mật vụ chuyên dò xét quan lại ở ngoài. Bọn tay sai của Uông Trực và chính Trực nắm giữ cơ quan đó, ra sức hà hiếp nhân dân, nhũng nhiễu cả quan lại, nên từ quan đến dân, từ người giàu đến kẻ nghèo, ai cũng oán hận chúng cả.
Vạn Quý phi từng sinh cho Thành Hóa một người con trai vào năm 1466 nhưng đứa bé chẳng may chết yểu, từ đó về sau bà ấy không thể sinh con được nữa, chính vì thế Vạn thị rất ghét những phi tần mang thai của hoàng đế. Bởi vậy, bà ta đã câu kết với các hoạn quan, dò tìm trong cung xem có ai mang thai với Hiến Tông thì sẽ bí mật tìm cách phá thai của người đó. Việc Thành Hóa sủng ái Vạn Quý phi khiến các hoạn quan đua nhau tới phỉnh nịnh, bợ đỡ bà ta để được nương nhờ, họ tìm mọi cách dâng biếu lụa là châu báu cho bà ta, đồng thời giả làm chỉ ý của hoàng đế để vơ vét của cải và quấy nhiễu dân chúng. Vạn thị muốn gì, bọn chúng đều thực hiện ngay. Bà ta ngông cuồng làm rối loạn cung đình, thao túng Thành Hóa đế hơn 20 năm, khiến triều chính những năm cuối thời Thành Hóa trở nên hỗn loạn.
Bản thân Minh Hiến Tông thì càng lúc sa đà, chỉ lo ham mê tửu sắc, ăn chơi trụy lạc. Ngự triều mỗi buổi sáng đã trở thành gánh nặng đối với ông, động một tí là ông hủy bỏ, đa phần những tấu thư đều giao cho thái giám phê chuẩn. Dưới ảnh hưởng của Vạn Quý phi, ông ngang nhiên tiêu xài phung phí, bỏ ra một khoản tiền lớn để mua thư họa quý, triệu tập nhà sư nước ngoài đến xây dựng chùa chiền, cung quán để cùng Vạn Quý phi bái Phật luyện đan, tiêu tốn thời gian vào những thú tiêu khiển vô bổ. Sử nhà Minh chép rằng, trong cung vua có tới cả vạn phi tần, hoạn quan có tới 3000, thậm chí còn nhiều hơn thế nữa. Tuy đảng phái hoành hành, song nhìn chung trong thời kì Thành Hóa, quốc gia vẫn may mắn bình an vô sự.
Thời kỳ Thành Hóa có sự kiện Thổ địa kiêm tính (土地兼併; Land consolidation) phát sinh nghiêm trọng, khiến một lượng lớn dân chúng lưu lạc. Các vùng Kinh Châu, An Châu, Miện Châu, Tương Châu chịu thiệt hại nhất. Năm 1465, xảy ra Vân dương dân biến (鄖陽民變) cầm đầu bởi Lưu Long (劉通), Thạch Long (石龍) và Lý Nguyên (李原). Binh bộ thượng thư Bạch Khuê (白圭) và Đô ngự sử Hạng Trung (史項) trấn áp và bình định.

### Diệt Uông Trực
Thành Hóa cũng đặc biệt tin dùng Uông Trực, khiến ông ta càng trở nên lộng quyền, câu kết bè đảng, xây dựng chế độ hình ngục tàn bạo, khiến đại thần trong triều vô cùng căm ghét. Làn sóng phản đối Uông Trực ngày càng lan rộng. Người đầu tiên phản đối hắn là Đại học sỹ Thương Lộ, ông đã khuyên can vua không nên để bọn thái giám lộng hành quá nhiều để tránh hậu họa. Hành động này của Thương Lộ nhận được sự đồng tình của các triều thần. Trước tình hình này, Thành Hóa buộc phải hủy bỏ Tây xưởng nhưng vẫn khoan dung với Uông Trực, vẫn cho hắn về làm công việc cũ khiến các đại thần vô cùng thất vọng.
Uông Trực sau khi may mắn không bị hoàng đế xử tội đã rắp tâm trả thù, hắn liền dâng tấu chương cho Thành Hóa với nội dung phỉ báng và công kích Thương Lộ, nói ông ta chỉ toàn dùng kẻ xấu. Tiếp đến, ngự sử Đới Tấn do không được Thương Lộ trọng dụng cũng đã hùa theo nói xấu ông ta, khẳng định Uông Trực vô tội và xin hoàng đế mở lại Tây xưởng. Thành Hóa lại nghe theo lời gièm pha, khôi phục lai nguyên chức tước cho Uông Trực và mở lại Tây xưởng. Thương Lộ thấy vậy thì vô cùng chán nản, dâng tấu xin từ quan. Vua vui vẻ phê chuẩn.
Sau khi được phục chức, Uông Trực càng chuyên quyền lộng hành hơn. Binh bộ thị lang Hạng Trung vì không nhường đường cho hắn đã bị phế làm thứ dân; hàng chục quan viên cửu khanh đã bị cách chức vì dám dâng sớ kể tội hắn. Trước hành vi dung túng Uông Trực của Thành Hóa, các đại thần không ngừng khuyên can và nhắc nhở nhà vua, buộc Thành Hóa phải bắt đầu nghi ngờ về hành vi của Uông Trực.
Năm 1479, năm Thành Hóa thứ 15, Thành Hóa đã để Uông Trực đi thị sát vùng biên giới để dò xét thái độ của hắn. Uông Trực không hề biết mình đang bị hoàng đế theo dõi nên vẫn thể hiện sự lộng hành của mình. Hắn vẫn nhận hối lộ của quan lại tại đây, tiêu xài vô độ, còn giáng chức Binh bộ thị lang Mã Văn Thăng vì không nghe lời hắn. Tuần phủ tỉnh Hà Nam bất bình về chuyện này, kể lại cho Thành Hóa, khiến ông biết rõ về bộ mặt thật của Uông Trực.
Năm 1481, Thành Hóa từ chối lời thỉnh cầu về kinh của Uông Trực, chỉ chuyển hắn đến ngự mã giám ở Nam Kinh. Sau đó Thành Hóa đã hủy bỏ Tây xưởng, không lâu sau vua theo kiến nghị của Vạn An, bãi miễn chức quan của Uông Trực, đuổi hết tay chân thân tín của hắn ra khỏi cung, đồng thời triệu hồi Binh bộ thị lang Mã Văn Thăng, phong ông ta làm tả bộ ngự sử, tuần phủ Liêu Đông.

### Diệt Kế Nghiêu
Tiêu diệt xong thế lực của Uông Trực, Thành Hóa lại trọng dụng thái giám Lương Phương và nhà sư Kế Nghiêu, khiến triều cương ngày càng hỗn loạn. Nếu không cả ngày cầu đạo bái Phật để mong trường thọ thì Thành Hóa cũng chìm đắm trong sắc dục, cơ thể ngày một suy kiệt. Thái giám Lương Phương đã tiến cử nhà sư Kế Nghiêu - một người nghiên cứu sâu về thuật phòng the, lên cho hoàng đế. Cùng với việc hướng dẫn Thành Hóa thuật phòng the, Kế Nghiêu còn tự chế cho vua loại thuốc trường xuân. Thành Hóa cảm thấy rất có hiệu quả, nên vô cùng sủng tín Kế Nghiêu. Từ đó, Thành Hóa ở luôn trong thâm cung, phó mặc việc triều chính cho thái giám, bổ nhiệm những người như giang hồ thuật sỹ, hòa thượng, đạo sỹ, sư nước ngoài vào làm quan, tổng số những người được bổ nhiệm đã lên tới hơn 3000. Vì những người này không có học vấn nên gọi là quan truyền phụng.
Để Thành Hóa thoát khỏi sự khống chế của Lương Phương và Kế Nghiêu, Hình bộ viên ngoại lang Lâm Tuấn dâng sớ yêu cầu trừng trị bọn chúng theo pháp luật. Thành Hóa vô cùng tức giận, đã hạ lệnh giam Lâm Tuấn vào ngục. Nhưng việc này đã bị tư lễ thái giám Hoài Ân gây áp lực cho trấn phủ ti nên trấn phủ ti mới không dám trị tội Lâm Tuấn, mà chỉ giáng chức ông ta. Lâm Tuấn dũng cảm dâng sớ nói thẳng, đã tiếp sức mạnh cho văn võ bá quan trong triều, khiến họ đua nhau dâng sớ.
Tết Nguyên Đán năm 1485, sau khi Thành Hóa lên triều chúc mừng năm mới trở về, bỗng nghe thấy tiếng sét đánh ngang giữa trời quang. Buổi chầu sáng hôm sau, Thành Hóa hỏi ý kiến mọi người về những thiếu sót đã qua. Lại bộ cấp thị trung Lý Tuấn lập tức liệt kê ra những việc làm sai trái ở 6 phương diện. Nghe xong, Thành Hóa vô cùng cảm động, đã hạ lệnh cách chức Kế Nghiêu làm dân thường, bãi bỏ hơn 500 quan truyền phụng.

## Qua đời
Năm 1487, ngày 19 tháng 9, sau khi Vạn quý phi mất do bệnh gan, Minh Hiến Tông do quá thương nhớ bà ta mà sinh bệnh rồi qua đời, an táng tại Mậu Lăng (茂陵).
Thái tử Chu Hựu Đường kế vị, tức là Minh Hiếu Tông. Miếu hiệu của ông là Hiến Tông (憲宗), thụy hiệu là Kế Thiên Ngưng Đạo Thành Minh Nhân Kính Sùng Văn Túc Vũ Hoành Đức Thánh Hiếu Thuần hoàng đế (繼天凝道誠明仁敬崇文肅武宏德聖孝純皇帝), gọi tắt là Hiến Tông Thuần hoàng đế (憲宗純皇帝).

## Nhận định
Thời chấp chính của Thành Hóa có thể được phân biệt bằng những nỗ lực ban đầu của ông để cải cách triều chính và cố gắng hết sức để cai trị đất nước. Giai đoạn trị vì của ông cũng chứng kiến sự hưng thịnh về văn hóa với những người nổi tiếng như Hồ Dương và Trần Cát đã thống trị nền học thuật. Tuy nhiên, thời đại của ông lại có xu hướng thống trị các cá nhân trong kinh thành và hoàng đế dễ bị ảnh hưởng trong việc ban phát ân huệ dựa trên người mà ông ta thích hơn là khả năng của họ. Điều này dẫn đến sự xuống cấp của giai cấp thống trị và chi tiêu lãng phí của các cá nhân tham nhũng cuối cùng đã làm cạn kiệt các kho bạc của triều đình nhà Minh.

## Gia quyến
- Thân phụ: Minh Anh Tông Chu Kỳ Trấn.
- Thân mẫu: Hiếu Túc hoàng hậu Chu thị (孝肅皇后周氏; 1430 - 1504), người Xương Bình, con gái của Cẩm y vệ Ninh quốc công Chu Năng (周能). Sơ phong vị Quý phi. Khi Hiến Tông lên ngôi, cùng với Tiền hoàng hậu được đồng tôn Hoàng thái hậu. Sau khi Tiền Thái hậu qua đời, bà được tôn hiệu Thánh Từ Nhân Thọ hoàng thái hậu (聖慈仁壽皇太后). Do là phi tần tôn phong, bà không có thụy hiệu Duệ (睿) của Anh Tông như Tiền hoàng hậu.

### Hậu phi
1. Phế hậu Ngô thị (廢后吴氏), vị Hoàng hậu ngắn nhất dưới thời Minh, bị phế sau khi được sách phong chưa đầy 31 ngày. Có thông tin cho rằng do trách phạt Vạn quý phi bất kính nên bị Hiến Tông phế bỏ, giam vào lãnh cung.Hiếu Trinh Thuần Hoàng hậu Vương thị

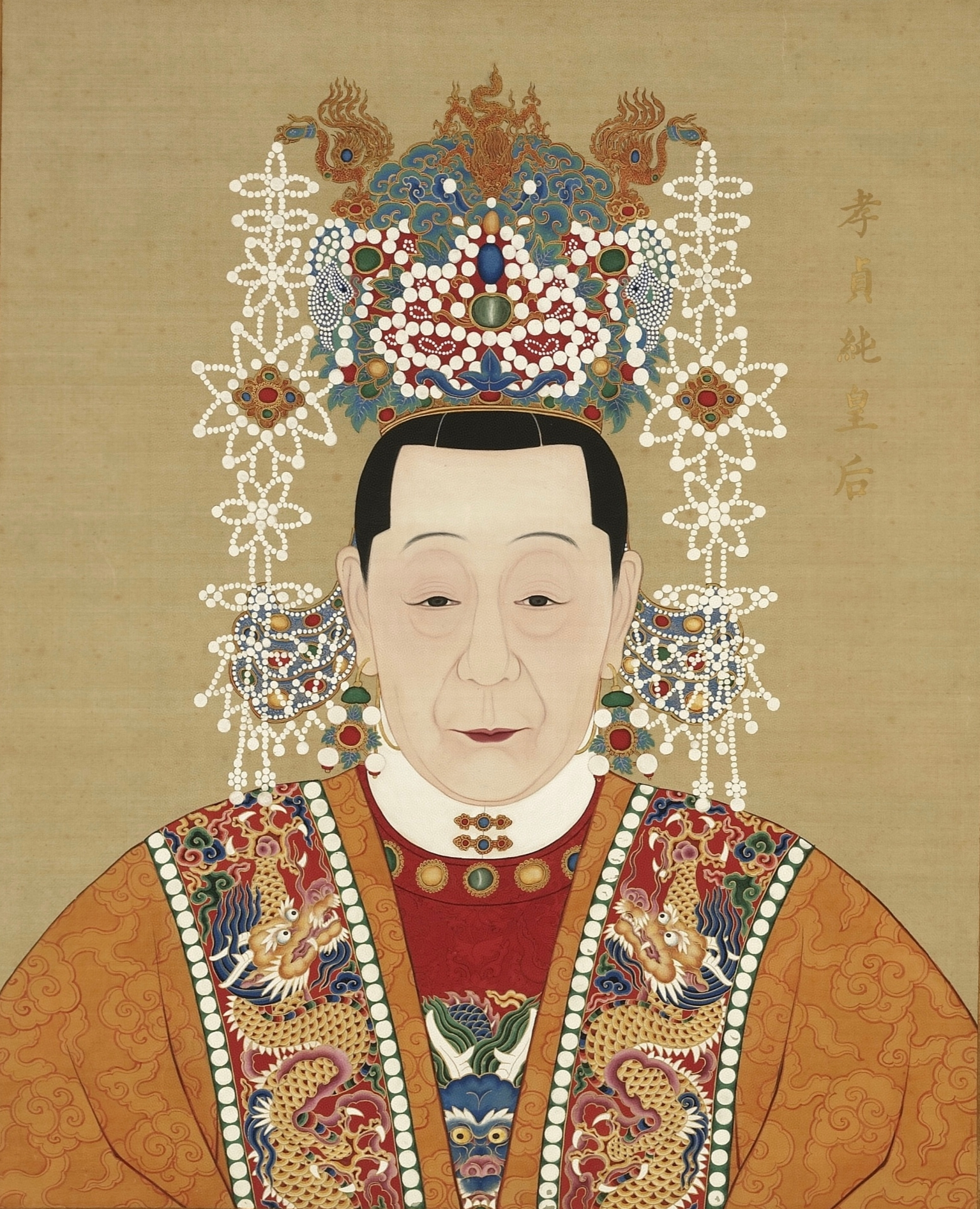
Hiếu Trinh Thuần Hoàng hậu Vương thị

2. Hiếu Trinh Thuần hoàng hậu Vương thị (孝貞純皇后王氏, 1464 - 1518), người ở huyện Thượng Nguyên, Giang Nam. Không con cái.
3. Hiếu Mục hoàng hậu Kỷ thị (孝穆皇后紀氏; 1451 - 1475), xuất thân hàn vi, nhan sắc của nàng khiến hoàng đế mê mẩn không rời, phong làm Thục phi (淑妃), mẹ đẻ của Minh Hiếu Tông, vì sinh Hiếu Tông mà bị Vạn Quý Phi, sủng phi của Minh Hiến Tông giết. Thụy hiệu ban đầu là Cung Khác Trang Hy Thục phi (恭恪莊僖淑妃). Sau Minh Hiếu Tông lên ngôi, truy phong thụy hiệu Hoàng hậu.Hiếu Huệ Hoàng hậu Thiệu thị

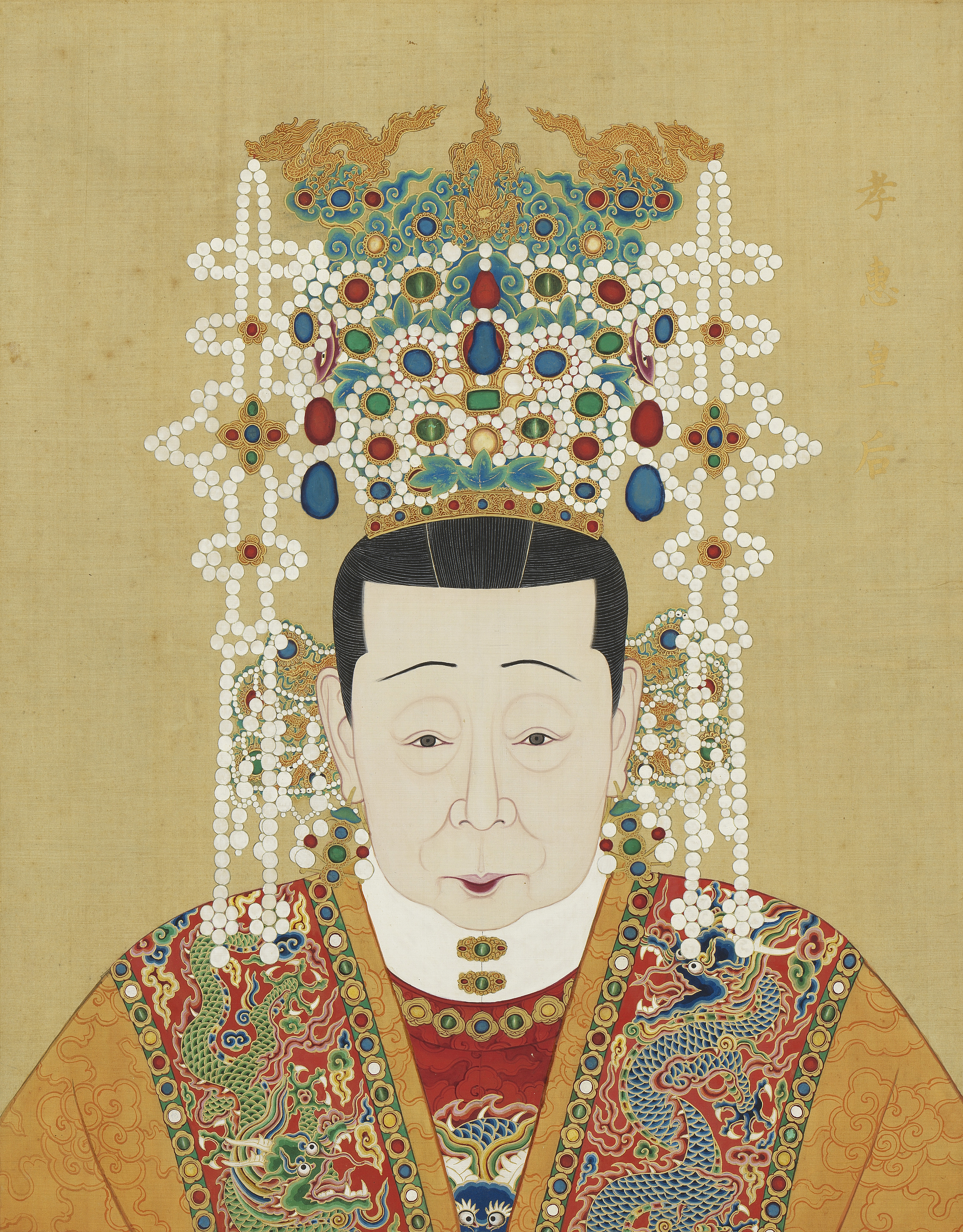
Hiếu Huệ Hoàng hậu Thiệu thị

4. Hiếu Huệ hoàng hậu Thiệu thị (孝惠皇后邵氏; ? - 1522), nhập cung được phong là Thần phi (宸妃), sau tấn phong lên ngôi Quý phi (贵妃). Bà sinh ra Duệ Tông hoàng đế Chu Hựu Nguyên, Kỳ Huệ vương Chu Hựu Lâm và Ung Tĩnh vương Chu Hựu Duẫn.
5. Cung Túc Hoàng quý phi Vạn Trinh Nhi (恭肅皇貴妃萬貞兒, 1428 - 1487), Hoàng quý phi đầu tiên trong lịch sử, sủng phi của Hiến Tông. Hạ sinh Hoàng trưởng tử chết yểu.
6. Đoan Thuận Hiền phi Bách thị (端順賢妃柏氏, ? - 1527) , nhập phủ năm Thiên Thuận thứ 8 (1464) , năm Thành Hòa thứ 2 (1466) phong Hiền phi (賢妃) sinh ra Điệu Cung Thái tử Chu Hựu Cực. Văn bia Thái tử ghi lại bà là Quý phi (貴妃) , văn bia em gái bà là Bách phu nhân lại ghi Đức phi (德妃)
7. Trang Ý Đức phi Trương thị (莊懿德妃張氏 , 1448 - 1497) , người Chương Thụ , cha là Trương Kính (張敬) , mẹ là Cao thị (高氏) , nhập phủ năm Thiên Thuận thứ 4 (1460) , sinh hạ Ích Đoan vương Chu Hựu Tân, Hành Cung vương Chu Hựu Huệ và Nhữ An vương Chu Hựu Hằng.
8. Đoan Ý An phi Diêu thị (端懿安妃姚氏, ? - 1491), sinh hạ Thọ Định vương Chu Hựu Thành , khi mất Minh Hiếu Tông nghỉ triều ba ngày.
9. Cung Ý Kính phi Vương thị (恭懿敬妃王氏, 1465 - 1510) , người gốc Đăng Châu , cha là Vương Ngao (王敖) , mẹ là Hoàng thị (黄氏) , năm Thành Hòa thứ 23 (1488) sách phong Kính phi (敬妃) , sinh hạ Hoàng thập tử chết yểu.
10. Vinh Huệ Cung phi Dương thị (榮惠恭妃楊氏) , sinh hạ Kính Giản vương Chu Hựu Tôn và Thân Ý vương Chu Hựu Giai
11. Khang Thuận Đoan phi Phan thị (康順端妃潘氏, ? - 1538), người Chiết Giang , năm Thành Hòa thứ 23 (1488) sách phong Đoan phi (端妃) , sinh hạ Vinh Trang vương Chu Hựu Xu.
12. Trang Tĩnh Thuận phi Vương thị (莊靖順妃王氏, 1448 - 1505) , cha là Vương Thân (王信) , mẹ là Quản thị (管氏) , năm Thành Hòa thứ 12 (1476) sách phong Thuận phi (順妃) sinh hạ Nhân Hòa Công chúa. Sau khi qua đòi được chôn cất bên ngoài ngoại ô Bắc Kinh cùng một số thê thiếp khác.
13. Tĩnh Thuận Huệ phi Quách thị (靖順惠妃郭氏, ? - 1491), hạ sinh Vĩnh Khang Công chúa.
14. Hòa Huệ Tĩnh phi Nhạc thị (和惠靜妃岳氏, 1465 - 1534) , xuất thân cung nữ , năm Thành Hòa thứ 23 (1488) sách phong Tĩnh phi (靜妃) , hạ sinh Tiên Du Công chúa chết trẻ.
15. Tĩnh Hi Vinh phi Đường thị (靖僖榮妃唐氏, ? - 1524)
16. Chiêu Thuận Lệ phi Chương thị (昭順麗妃章氏, ? - 1501) , xuất thân cung nữ , năm Thành Hòa thứ 23 (1488) sách phong Lệ phi (麗妃).
17. Cung Huệ Hòa phi Lương thị (恭惠和妃梁氏, ? - 1533) , năm Thành Hòa thứ 12 (1476) sách phong Hòa phi (和妃).
18. Đoan Vinh Chiêu phi Vương thị (端榮昭妃王氏) , năm Thành Hòa thứ 12 (1476) sách phong Chiêu phi (昭妃).
19. Thị thiếp Đới Ngân Nương (戴銀娘, 1460 - ?)

### Hoàng tử
| TT | Họ tên                | Tước vị                            | Sinh              | Mất              | Mẹ                   | Thê thiếp | Ghi chú |
| -- | --------------------- | ---------------------------------- | ----------------- | ---------------- | -------------------- | --- | --- |
| 1  | Hoàng trưởng tử       |                                    | 1466              | 1466             | Vạn Hoàng quý phi    | | Chết khi chưa đầy 1 tuổi. |
| 2  | Chu Hựu Cực 朱祐极    | Điệu Cung Thái tử 悼恭太子         | 6 tháng 7, 1469   | 5 tháng 3, 1472  | Đoan Thuận Hiền phi  | | Có thuyết cho rằng Thái tử bị Vạn Hoàng quý phi sát hại. |
| 3  | Chu Hựu Đường 朱祐樘  | Hiếu Tông Kính Hoàng đế 孝宗敬皇帝 | 30 tháng 7, 1470  | 8 tháng 6, 1505  | Kỷ Thục phi          | Trương hoàng hậu | Lúc mẹ ông mang thai, sợ bị Vạn Quý phi ám hại nên nhờ một hoạn quan sắp xếp cho ở lãnh cung đến ngày sinh nở.                                                  |
| 4  | Chu Hựu Nguyên 朱祐杬 | Duệ Tông Hiến Hoàng đế 睿宗獻皇帝  | 22 tháng 7, 1476  | 13 tháng 7, 1519 | Thiệu Quý phi        | | Dưới thời Vũ Tông được truy phong Hưng Hiến vương (興獻王). Sau con trai là Minh Thế Tông truy là Duệ Tông Hoàng đế (睿宗皇帝).                                 |
| 5  | Chu Hựu Lâm 朱祐棆    | Kỳ Huệ vương 岐惠王                | 12 tháng 11, 1478 | 2 tháng 12, 1501 | Thiệu Quý phi        | Kỳ Huệ Vương phi Vương thị (岐惠王妃王氏), con gái của Binh mã chỉ huy Vương Tuân (王洵), chết trước Hữu Lâm không lâu. | Đất phong ở Đức An, chỉ có hai người con gái. Hoàng hậu thương 2 người cháu mồ côi sớm nên đón vào cung.                                                        |
| 6  | Chu Hựu Tân 朱祐槟    | Ích Đoan vương 益端王              | 26 tháng 1, 1479  | 5 tháng 10, 1539 | Trang Ý Đức phi      | Vương phi Bành thị (王妃彭氏)                                                                                           | Đất phong ở Kiến Xương (nay là Phủ Châu, Giang Tây). Có 4 trai 2 gái. Vương tính kiệm ước, yêu dân mến sĩ, lại chuộng thi thư, giản tiện, người người đều phục. |
| 7  | Chu Hựu Huệ 朱祐楎    | Hành Cung vương 衡恭王             | 8 tháng 12, 1479  | 30 tháng 8, 1538 | Trang Ý Đức phi      | | Đất phiên Thanh Châu. Con trai là Chu Hậu Hác (朱厚燆) thừa tước.                                                                                               |
| 8  | Chu Hựu Duẫn 朱祐枟   | Ung Tĩnh vương 雍靖王              | 29 tháng 6, 1481  | 7 tháng 1, 1507  | Thiệu Quý phi        | Vương phi Ngô thị (王妃吴氏), con gái Cẩm y vệ Ngô Ngọc (吴玉)                                                          | Đất phiên Hành Châu. Không con thừa tự. |
| 9  | Chu Hựu Thành 朱祐榰  | Thọ Định vương 寿定王              | 2 tháng 12, 1481  | 1545             | Đoan Ý An phi        | Vương phi Từ thị (王妃徐氏) và Kế phi Ngô thị (继妃吴氏) đều mất trước hoàng tử.                                        | Đất phiên Bảo Ninh. Không con cái. |
| 10 | Hoàng thập tử         |                                    | 19 tháng 8, 1483  | 8 tháng 10, 1483 | Cung Ý Kính phi      | | Chết khi chưa đầy 1 tuổi. |
| 11 | Chu Hựu Hằng 朱祐梈   | Nhữ An vương 汝安王                | 13 tháng 10, 1484 | 1541             | Trang Ý Đức phi      | | Đất phiên Vệ Huy. Không thừa tự. |
| 12 | Chu Hựu Tôn 朱祐橓    | Kính Giản vương 泾简王             | 31 tháng 3, 1485  | 10 tháng 7, 1537 | Vinh Huệ Cung phi    | | Đất phiên Nghi Châu. Con trai là Chu Hậu Thuyên (朱厚烇) thừa tước.                                                                                             |
| 13 | Chu Hựu Xu 朱祐枢     | Vinh Trang vương 荣莊王            | 22 tháng 1, 1486  | 16 tháng 2, 1539 | Khang Thuận Đoan phi | | Đất phiên Thường Đức. Trưởng tử Chu Hậu Huân (朱厚勳) mất sớm nên đích tôn là Chu Tái Cận (朱載墐) thừa tước.                                                   |
| 14 | Chu Hựu Giai 朱祐楷   | Thân Ý vương 申懿王                | 3 tháng 2, 1487   | 20 tháng 8, 1503 | Vinh Huệ Cung phi    | | Đất phiên Tự Châu, chết khi còn trẻ. |

### Hoàng nữ
| TT | Tước vị                        | Sinh     | Mất      | Năm kết hôn | Phu quân                                                                 | Mẹ                   | Ghi chú |
| -- | ------------------------------ | -------- | -------- | ----------- | ------------------------------------------------------------------------ | -------------------- | --- |
| 1  | Nhân Hòa Công chúa 仁和公主    | 1470     | 1544     | 1489        | Tề Thuế Mỹ (齐世美)                                                      | Trang Tĩnh Thuận phi | Có 5 con trai. |
| 2  | Vĩnh Khang Công chúa 永康公主  | 1478     | 1547     | 1493        | Thôi Nguyên (崔元), con trai của Quốc tử giám Giám sinh Thôi Nho (崔儒). | Tĩnh Thuận Huệ phi   | Có 2 trai, 2 gái. |
| 3  | Đức Thanh Công chúa 德清公主   | 1479     | 1548     | 1496        | Lâm Nhạc (林岳)                                                          | không rõ             | Công chúa hiền lành, rất hiếu thảo với mẹ chồng, cư xử lễ nghĩa. Năm 1518, Lâm Nhạc mất, Công chúa ở goá, có hai con trai. |
| 4  | Hoàng tứ nữ                    | không rõ | không rõ |             |                                                                          | không rõ             | Chết non. |
| 5  | Trường Thái Công chúa 長泰公主 | 1478?    | 1487     |             |                                                                          | không rõ             | Chết trẻ, táng tại Kim Sơn, Bắc Kinh.                                                                                      |
| 6  | Tiên Du Công chúa 仙游公主     | không rõ | 1514     |             |                                                                          | Hòa Huệ Tĩnh phi     | Mất sớm trước khi xuất giá. Táng tại Kim Sơn, Bắc Kinh.                                                                    |